# Chrysocraspeda ignita
Chrysocraspeda ignita là một loài bướm đêm trong họ Geometridae.